# Berlins sexdagars

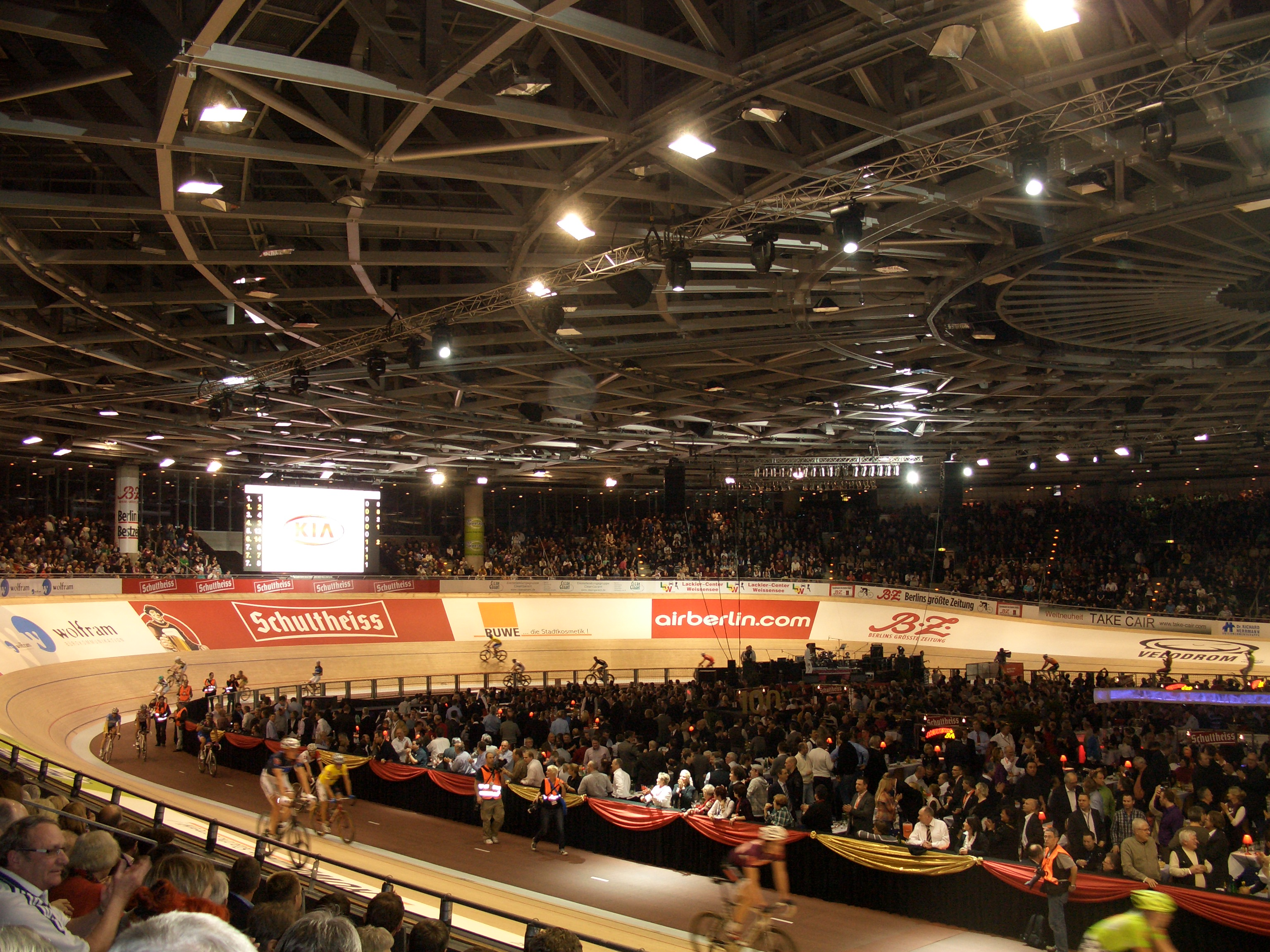
Belins sexdagars i Velodrom 2011.

Berlins sexdagars är ett tyskt sexdagarslopp i bancykling som arrangeras i Berlin, där första upplagan, som hölls 15–21 mars 1909, var det tredje sexdagarsloppet för tvåmannalag i Europa, efter ett lopp i London 1903 och ett misslyckat försök i Toulouse 1906. Berlinloppet blev en succé och flera lopp följde, inte bara i Berlin, utan även i andra tyska städer som Bremen 1910, Frankfurt 1911, Dresden 1911, Hamburg 1911 och Hannover 1913 (därtill i Bryssel 1912 och Paris 1913). Berlins sexdagarslopp hölls sedan årligen (två upplagor 1912) till och med 1914 då första världskriget avbröt arrangemangen. Det återupptogs 1919 och därefter kördes det från 1922 fram till och med 1924, då den tyska nazistregimen förbjöd sexdagarslopp, från 1924 till 1932 två lopp per år och 1926 till och med tre lopp. Efter andra världskrigets slut återuppstod sexdagarsloppen i Tyskland, för Berlins del i december 1949, varefter två upplagor kördes årligen, en på hösten och en på våren utom 1955–1960 och 1963, fram till 1970, varefter endast loppen i oktober arrangerades. Efter murens fall upphörde loppet från 1991, men återuppstod 1997, nu hållet i slutet av januari. Det ställdes in 2021 och 2022 på grund av coronapandemin, men arrangerades igen 2023, dock reducerat till tre dagar och 2024 reducerades loppet till två dagar.
De två första åren hölls det i en utställningshall i anslutning till Berlins zoo, men 1911 flyttades det till det nybyggda Sportpalast, där det sedan hölls fram till 1934, och, efter att ha hållits i Halle 1 vid Masurenallee från återuppståndelsen 1949 till mitten av 1950-talet, återigen, när det under kriget sönderbombade Sportpalast blivit återuppbyggt, till 1972. Därefter revs Sportpalast och från 1973 hölls loppet i stället i Deutschlandhalle. 1997 flyttade det så till den nybyggda Velodrom.
På platsen där Velodrom står fanns innan Werner-Seelenbinder-Halle. Här hölls mellan 1950 och 1989 "Berliner Winterbahnrennen" som var Östberlins motsvarighet till Berlins sexdagars för amatörer.
Flest segrar, nio stycken, har tysken Klaus Bugdahl.

## Podieplaceringar
| År                  | Vinnare                               | Tvåa                                | Trea                                  |
| 1909 mars           | James Henri Moran Floyd MacFarland    | John Stol Marcel Berthet            | Georges Passerieu Maurice Brocco      |
| 1909 dec. 1910 jan. | Walter Rütt Jackie Clark              | John Stol Robert Walthour           | Marcel Berthet Maurice Brocco         |
| 1911 nov.           | John Stol Walter Rütt                 | James Henri Moran Floyd McFarland   | Guus Schilling Maurice Brocco         |
| 1912 feb.           | John Stol Walter Rütt                 | James Henri Moran Joe Fogler        | Alfred Hill Eddy Root                 |
| 1912 mars           | John Stol Walter Rütt                 | Willy Lorenz Karl Saldow            | James H. Moran Eddy Root              |
| 1913 jan.           | Alfred Hill Jackie Clark              | Jules Miquel John Stol              | Willy Lorenz Karl Saldow              |
| 1914 feb.           | Willy Lorenz Karl Saldow              | Jules Miquel John Stol              | Walter Rütt Arthur Stellbrink         |
| 1915- 1918          | ej avhållet                           | ej avhållet                         | ej avhållet                           |
| 1919 april          | Willi Techmer Karl Saldow             | Walter Sawall Willy Lorenz          | Emil Lewanow Otto Pawke               |
| 1920- 1921          | ej avhållet                           | ej avhållet                         | ej avhållet                           |
| 1922 feb.           | Fritz Bauer Karl Saldow               | Erich Aberger Willy Lorenz          | Klaas van Nek Richard Huschke         |
| 1923 feb./mars      | Fritz Bauer Oskar Tietz               | Adolf Huschke Richard Huschke       | Max Hahn Franz Krupkat                |
| 1924 jan./feb.      | Willy Lorenz Karl Saldow              | Fritz Bauer Franz Krupkat           | Arthur Stellbrink Willi Techmer       |
| 1924 mars           | Richard Huschke Franz Krupkat         | Giuseppe Oliveri Alessandro Tonani  | Emil Lewanow Walter Rütt              |
| 1925 jan.           | Walter Rütt Émile Aerts               | Max Hahn Oskar Tietz                | Alfred Grenda Alex McBeath            |
| 1925 mars           | Aloïs Persyn Jules Verschelden        | Max Hahn Oskar Tietz                | César Debaets Emile Thollembeek       |
| 1926 jan.           | Harry Horan Reginald McNamara         | Franco Giorgetti Willy Rieger       | Max Hahn Oskar Tietz                  |
| 1926 april          | Lucien Louet Pierre Sergent           | Anthony Beckman Ray Eaton           | Erich Junge Willy Gottfried           |
| 1926 nov.           | Georges Wambst Charles Lacquehay      | Erich Junge Gabriel Marcillac       | Émile Aerts Jules Van Hevel           |
| 1927 jan.           | Willy Lorenz Alessandro Tonani        | Paul Buschenhagen Emile Thollembeek | Paul Koch Pierre Rielens              |
| 1927 nov.           | Piet van Kempen Maurice Dewolf        | Oskar Tietz Emile Thollembeek       | Georg Kroschel Lothar Ehmer           |
| 1928 mars           | Georg Kroschel Lothar Ehmer           | Oskar Tietz Willy Rieger            | Emil Richli Piet van Kempen           |
| 1929 jan.           | Franz Duelberg Otto Petri             | Alfons Goossens Gérard Debaets      | Georg Kroschel Erich Junge            |
| 1929 nov.           | Erich Dorn Erich Maczynski            | Georg Kroschel Lothar Ehmer         | Gottfried Hürtgen Werner Miethe       |
| 1930 feb./mars      | Piet van Kempen Paul Buschenhagen     | Georg Kroschel Willy Rieger         | Jan Pijnenburg Karl Göbel             |
| 1930 nov.           | Viktor Rausch Gottfried Hürtgen       | Piet van Kempen Adolf Schön         | Georg Kroschel Willy Rieger           |
| 1931 mars           | Jan Pijnenburg Adolf Schön            | Emile Thollembeek Oskar Tietz       | Karl Göbel Alfredo Dinale             |
| 1931 okt./nov.      | Paul Broccardo Oskar Tietz            | Karl Göbel Adolf Schön              | Willy Funda Adolphe Charlier          |
| 1932 feb.           | Paul Broccardo Oskar Tietz            | Gottfried Hürtgen Viktor Rausch     | Roger Deneef Adolphe Charlier         |
| 1932 nov.           | Paul Broccardo Marcel Guimbretière    | Willy Funda Adolf Schön             | Lothar Ehmer Willy Rieger             |
| 1933 nov.           | Roger Deneef Albert Buysse            | Adolphe Charlier Oskar Tietz        | Karl Göbel Adolf Schön                |
| 1934 mars           | Walter Lohmann Viktor Rausch          | Frans Slaats Adolphe Van Nevele     | Werner Ippen Hans Zims                |
| 1935- 1948          | ej avhållet                           | ej avhållet                         | ej avhållet                           |
| 1949 dec.           | Ferdinando Terruzzi Severino Rigoni   | Alfred Strom Reginald Arnold        | Ludwig Hörmann Lucien Gillen          |
| 1950 mars           | Alfred Strom Reginald Arnold          | Jean Roth Gustav Kilian             | Robert Naeye Ludwig Hörmann           |
| 1950 dec.           | Alfred Strom Reginald Arnold          | Bernard Bouvard Henri Surbatis      | Rudi Mirke Hans Preiskeit             |
| 1951 mars           | Heinz Vopel Gustav Kilian             | Severino Rigoni Ferdinando Terruzzi | Guy Lapébie Lucien Gillen             |
| 1951 nov./dec.      | Guy Lapébie Émile Carrara             | Alfred Strom Reginald Arnold        | Walter Bucher Armin von Büren         |
| 1952 mars           | Guy Lapébie Émile Carrara             | Jean Roth Armin von Büren           | Heinz Zoll Waldemar Knoke             |
| 1952 nov./dec.      | Heinz Zoll Émile Carrara              | Jean Roth Walter Bucher             | Hans Preiskeit Walter Zehnder         |
| 1953 okt./nov.      | Jean Roth Walter Bucher               | Hans Ziege Théo Intra               | Ferdinand Kübler Oscar Plattner       |
| 1954 mars           | Gerrit Peters Gerrit Schulte          | Roger Godeau Georges Senfftleben    | Jean Roth Walter Bucher               |
| 1954 okt.           | Dominique Forlini Émile Carrara       | Stan Ockers Rik Van Steenbergen     | Hans Ziege Horst Holzmann             |
| 1955 okt.           | Ferdinando Terruzzi Lucien Gillen     | Kay Werner Nielsen Evan Klamer      | Sidney Patterson Rik Van Steenbergen  |
| 1956 okt.           | Jean Roth Walter Bucher               | Hans Ziege Ferdinando Terruzzi      | Kay Werner Nielsen Evan Klamer        |
| 1957 okt.           | Emile Severeyns Rik Van Steenbergen   | Reginald Arnold Ferdinando Terruzzi | Klaus Bugdahl Gerrit Schulte          |
| 1958 okt.           | Klaus Bugdahl Gerrit Schulte          | Emile Severeyns Rik Van Steenbergen | Kay Werner Nielsen Palle Lykke Jensen |
| 1959 okt.           | Kay Werner Nielsen Palle Lykke Jensen | Emile Severeyns Rik Van Steenbergen | Klaus Bugdahl Hans Jarosczewicz       |
| 1960 okt.           | Peter Post Rik Van Looy               | Klaus Bugdahl Hans Junkermann       | Kay Werner Nielsen Palle Lykke Jensen |
| 1961 jan.           | Rik Van Steenbergen Klaus Bugdahl     | Peter Post Rik Van Looy             | Kay Werner Nielsen Palle Lykke Jensen |
| 1961 okt.           | Klaus Bugdahl Fritz Pfenninger        | Peter Post Rik Van Looy             | Emile Severeyns Rik Van Steenbergen   |
| 1962 jan.           | Peter Post Rik Van Looy               | Klaus Bugdahl Fritz Pfenninger      | Emile Severeyns Rik Van Steenbergen   |
| 1962 okt.           | Rudi Altig Hans Junkermann            | Rik Van Looy Peter Post             | Emile Severeyns Rik Van Steenbergen   |
| 1963 okt.           | Sigi Renz Klaus Bugdahl               | Rik Van Looy Rik Van Steenbergen    | Freddy Eugen Palle Lykke Jensen       |
| 1964 jan.           | Sigi Renz Klaus Bugdahl               | Freddy Eugen Palle Lykke Jensen     | Wolfgang Schulze Fritz Pfenninger     |
| 1964 okt.           | Peter Post Fritz Pfenninger           | Freddy Eugen Hans Junkermann        | Sigi Renz Klemens Grossimlinghaus     |
| 1965 jan.           | Fritz Pfenninger Peter Post           | Sigi Renz Klaus Bugdahl             | Dieter Kemper Horst Oldenburg         |
| 1965 okt.           | Dieter Kemper Rudi Altig              | Sigi Renz Wolfgang Schulze          | Fritz Pfenninger Peter Post           |

| År             | Vinnare                          | Tvåa                             | Trea                                   |
| 1966 jan.      | Sigi Renz Klaus Bugdahl          | Fritz Pfenninger Peter Post      | Freddy Eugen Palle Lykke Jensen        |
| 1966 okt.      | Sigi Renz Rudi Altig             | Freddy Eugen Palle Lykke Jensen  | Wolfgang Schulze Klaus Bugdahl         |
| 1967 jan.      | Horst Oldenburg Dieter Kemper    | Wolfgang Schulze Sigi Renz       | Patrick Sercu Klaus Bugdahl            |
| 1967 okt.      | Peter Post Klaus Bugdahl         | Patrick Sercu Eddy Merckx        | Horst Oldenburg Dieter Kemper          |
| 1968 jan.      | Freddy Eugen Palle Lykke Jensen  | Horst Oldenburg Dieter Kemper    | Wolfgang Schulze Sigi Renz             |
| 1968 okt.      | Peter Post Wolfgang Schulze      | Klaus Bugdahl Rolf Wolfshohl     | Freddy Eugen Palle Lykke Jensen        |
| 1969 mars      | Horst Oldenburg Wolfgang Schulze | Peter Post Patrick Sercu         | Klaus Bugdahl Sigi Renz                |
| 1969 okt.      | Klaus Bugdahl Dieter Kemper      | Horst Oldenburg Wolfgang Schulze | Peter Post Leo Duyndam                 |
| 1970 jan.      | Sigi Renz Wolfgang Schulze       | Alain Van Lancker Peter Post     | Dieter Puschel Albert Fritz            |
| 1970 okt.      | Klaus Bugdahl Jürgen Tschan      | Patrick Sercu Albert Fritz       | Fritz Pfenninger Peter Post            |
| 1971           | Patrick Sercu Peter Post         | Sigi Renz Wolfgang Schulze       | Wilfried Peffgen René Pijnen           |
| 1972           | René Pijnen Leo Duyndam          | Sigi Renz Wolfgang Schulze       | Wilfried Peffgen Albert Fritz          |
| 1973           | Sigi Renz Wolfgang Schulze       | Graeme Gilmore Dieter Kemper     | Leo Duyndam Piet de Wit                |
| 1974           | René Pijnen Roy Schuiten         | Wilfried Peffgen Jürgen Tschan   | Klaus Bugdahl Dieter Kemper            |
| 1975           | Patrick Sercu Dietrich Thurau    | Wilfried Peffgen Jürgen Tschan   | Wolfgang Schulze Albert Fritz          |
| 1976           | Dietrich Thurau Günter Haritz    | René Pijnen Patrick Sercu        | Donald Allan Danny Clark               |
| 1977           | Patrick Sercu Eddy Merckx        | René Pijnen Dietrich Thurau      | Wilfried Peffgen Albert Fritz          |
| 1978           | Patrick Sercu Dietrich Thurau    | Wilfried Peffgen Albert Fritz    | Günter Haritz René Pijnen              |
| 1979           | Patrick Sercu Dietrich Thurau    | Wilfried Peffgen Albert Fritz    | Donald Allan Danny Clark               |
| 1980           | Patrick Sercu Gregor Braun       | Donald Allan Danny Clark         | Wilfried Peffgen René Pijnen           |
| 1981           | Dietrich Thurau Gregor Braun     | Gert Frank Hans-Henrik Ørsted    | Wilfried Peffgen Horst Schütz          |
| 1982           | Patrick Sercu Maurizio Bidinost  | Wilfried Peffgen Horst Schütz    | Dietrich Thurau Albert Fritz           |
| 1983           | Tony Doyle Danny Clark           | Gert Frank Hans-Henrik Ørsted    | Gregor Braun Henry Rinklin             |
| 1984           | Danny Clark Horst Schütz         | Gert Frank Hans-Henrik Ørsted    | Josef Kristen Henry Rinklin            |
| 1985           | Danny Clark Hans-Henrik Ørsted   | Stan Tourné Etienne De Wilde     | Tony Doyle Joaquim Schlaphoff          |
| 1986           | Tony Doyle Danny Clark           | René Pijnen Urs Freuler          | Stan Tourné Etienne De Wilde           |
| 1987           | Dietrich Thurau Urs Freuler      | Tony Doyle Danny Clark           | Roland Günther Roman Hermann           |
| 1988           | Tony Doyle Danny Clark           | Dietrich Thurau Urs Freuler      | Pierangelo Bincoletto Roman Hermann    |
| 1989           | ej avhållet                      | ej avhållet                      | ej avhållet                            |
| 1990           | Volker Diehl Bruno Holenweger    | Roland Günther Danny Clark       | Pierangelo Bincoletto Andreas Klaus    |
| 1991- 1996     | ej avhållet                      | ej avhållet                      | ej avhållet                            |
| 1997           | Olaf Ludwig Jens Veggerby        | Marco Villa Adriano Baffi        | Andreas Kappes Carsten Wolf            |
| 1998           | Marco Villa Silvio Martinello    | Adriano Baffi Andreas Kappes     | Gerd Dörich Carsten Wolf               |
| 1999           | Etienne De Wilde Andreas Kappes  | Jimmi Madsen Carsten Wolf        | Adriano Baffi Andrea Collinelli        |
| 2000           | Marco Villa Silvio Martinello    | Andreas Kappes Olaf Pollack      | Robert Bartko Scott McGrory            |
| 2001           | Rolf Aldag Silvio Martinello     | Andreas Kappes Andreas Beikirch  | Stefan Steinweg Erik Weispfennig       |
| 2002           | Rolf Aldag Silvio Martinello     | Matthew Gilmore Scott McGrory    | Robert Bartko Andreas Beikirch         |
| 2003           | Kurt Betschart Bruno Risi        | Marco Villa Silvio Martinello    | Andreas Beikirch Andreas Kappes        |
| 2004           | Robert Bartko Guido Fulst        | Marco Villa Franco Marvulli      | Andreas Beikirch Andreas Kappes        |
| 2005           | Kurt Betschart Bruno Risi        | Robert Bartko Guido Fulst        | Danny Stam Robert Slippens             |
| 2006           | Danny Stam Robert Slippens       | Marco Villa Franco Marvulli      | Leif Lampater Guido Fulst              |
| 2007           | Leif Lampater Guido Fulst        | Andreas Beikirch Robert Bartko   | Bruno Risi Franco Marvulli             |
| 2008           | Bruno Risi Franco Marvulli       | Leif Lampater Guido Fulst        | Christian Lademann Alexander Aeschbach |
| 2009           | Erik Zabel Robert Bartko         | Bruno Risi Franco Marvulli       | Kenny De Ketele Roger Kluge            |
| 2010           | Alex Rasmussen Michael Mørkøv    | Robert Bartko Roger Kluge        | Danny Stam Peter Schep                 |
| 2011           | Robert Bartko Roger Kluge        | Leigh Howard Cameron Meyer       | Alex Rasmussen Michael Mørkøv          |
| 2012           | Leigh Howard Cameron Meyer       | Franco Marvulli Silvan Dillier   | Iljo Keisse Kenny De Ketele            |
| 2013           | Roger Kluge Peter Schep          | Kenny De Ketele Luke Roberts     | Franco Marvulli Andreas Müller         |
| 2014           | Kenny De Ketele Andreas Müller   | Leif Lampater Jasper De Buyst    | Robert Bartko Theo Reinhardt           |
| 2015           | Leif Lampater Marcel Kalz        | Kenny De Ketele David Muntaner   | Alex Rasmussen Marc Hester             |
| 2016           | Kenny De Ketele Moreno De Pauw   | Roger Kluge Marcel Kalz          | Yoeri Havik Nick Stopler               |
| 2017           | Yoeri Havik Wim Stroetinga       | Kenny De Ketele Moreno De Pauw   | Jens Mouris Pim Ligthart               |
| 2018           | Yoeri Havik Wim Stroetinga       | Kenny De Ketele Moreno De Pauw   | Theo Reinhardt Roger Kluge             |
| 2019           | Theo Reinhardt Roger Kluge       | Marc Hester Jesper Mørkøv        | Andreas Graf Andreas Müller            |
| 2020           | Moreno De Pauw Wim Stroetinga    | Marc Hester Oliver Wulff         | Morgan Kneisky Theo Reinhardt          |
| 2021- 2022     | ej avhållet                      | ej avhållet                      | ej avhållet                            |
| 2023 tredagars | Theo Reinhardt Roger Kluge       | Yoeri Havik Vincent Hoppezak     | Moritz Malcharek Tim Torn Teutenberg   |
| 2024 tvådagars | Yoeri Havik Jan-Willem van Schip | Theo Reinhardt Roger Kluge       | Moritz Malcharek Moritz Augenstein     |

## Bildgalleri

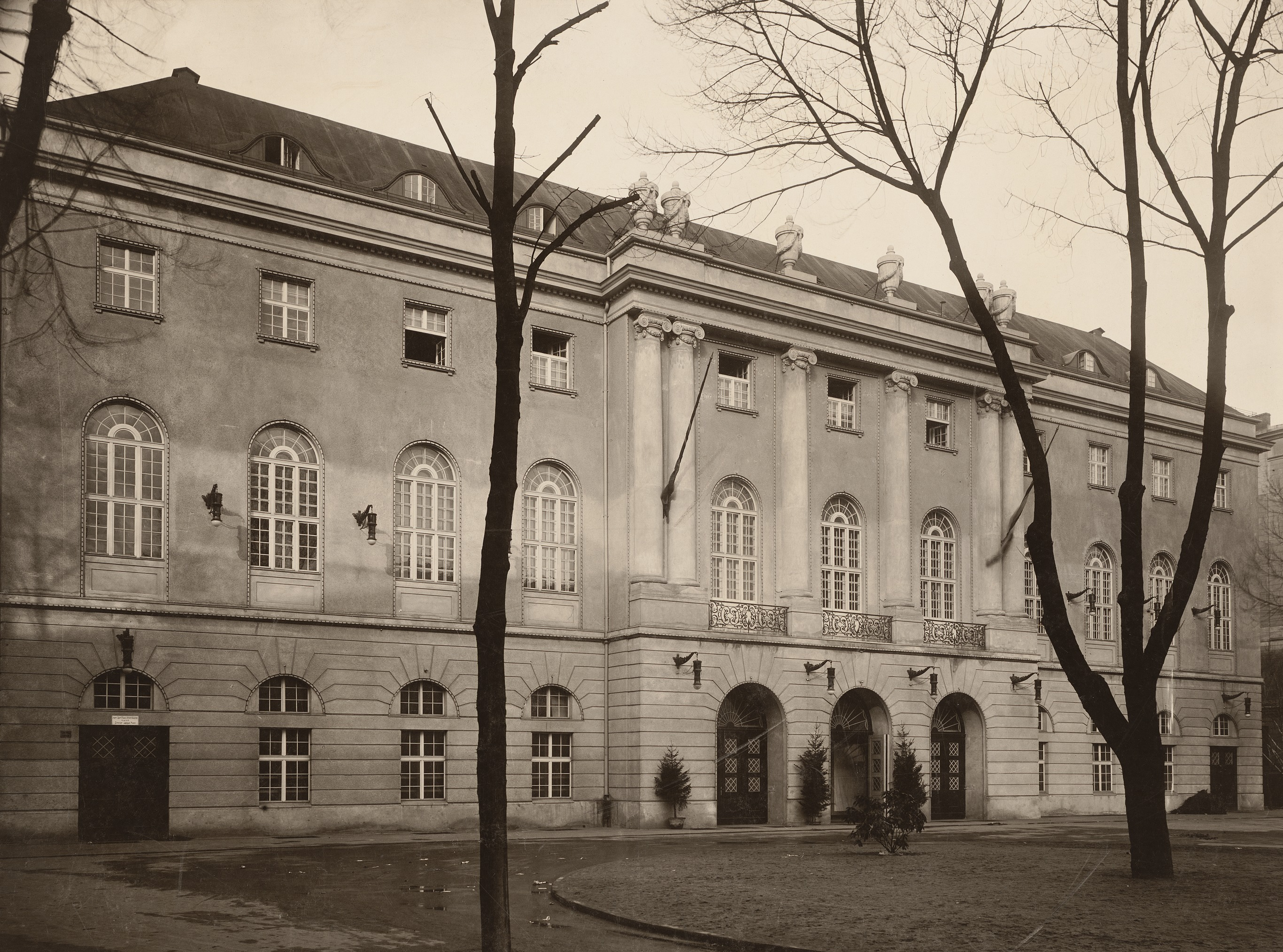
Sportpalast på 1920-talet.
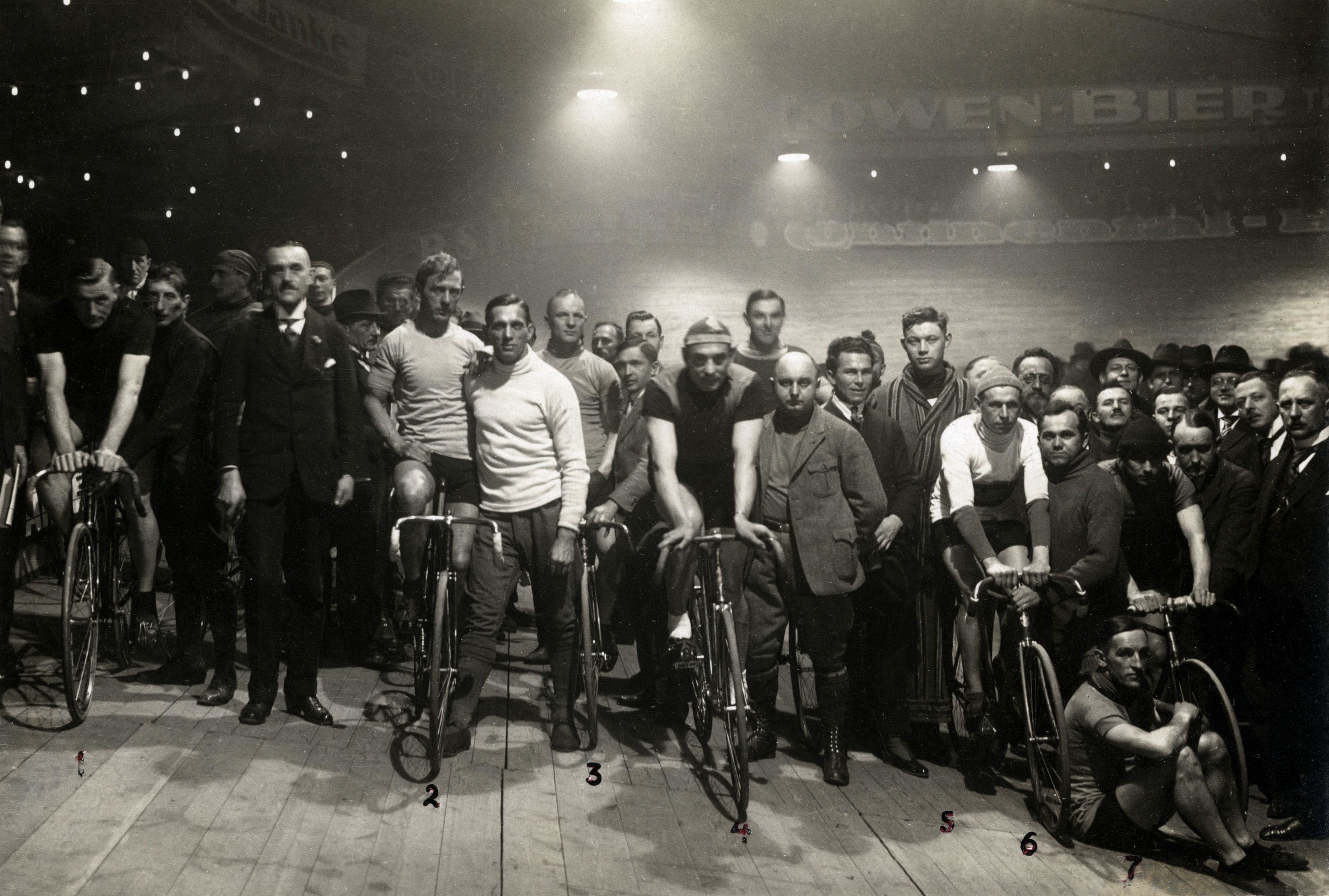
Deltagare vid Berlins sexdagars 1922.
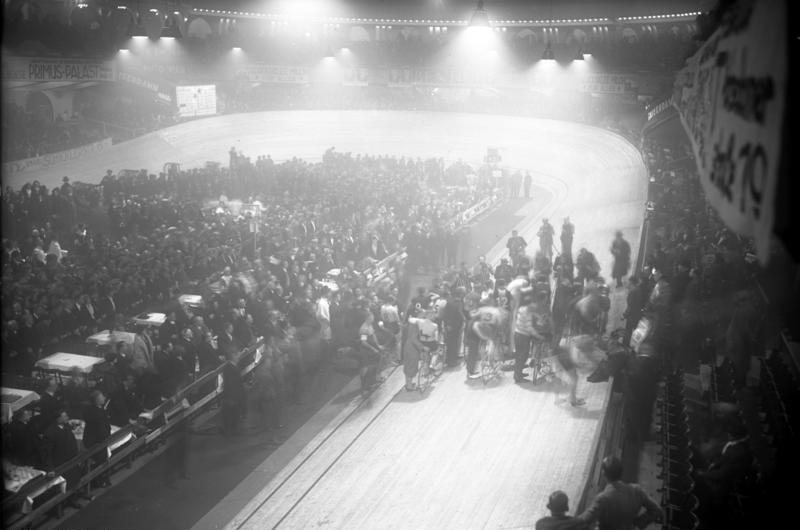
Strax före starten 1932
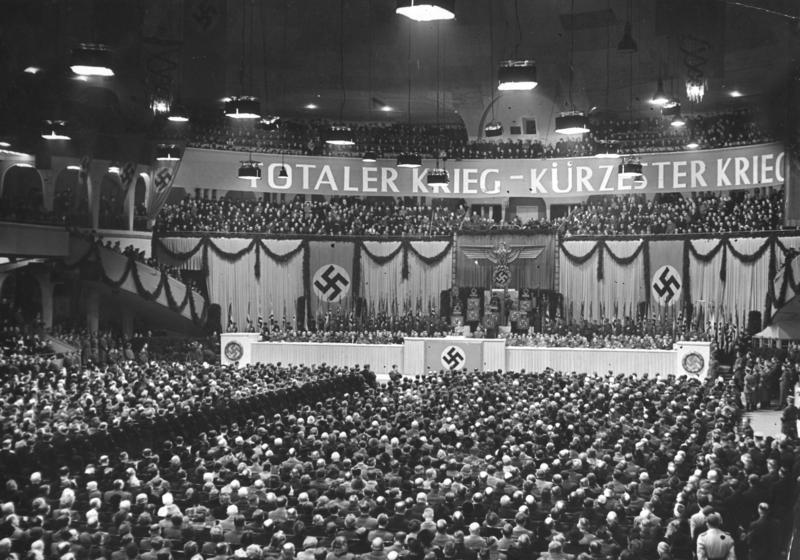
Från 1934 förbjöd nazistregimen sexdagarslopp och cykelbanan i Sportpalast revs. I stället blev byggnaden en viktig lokal för politiska massmöten. Här Goebbels "sportpalasttal" i februari 1942.
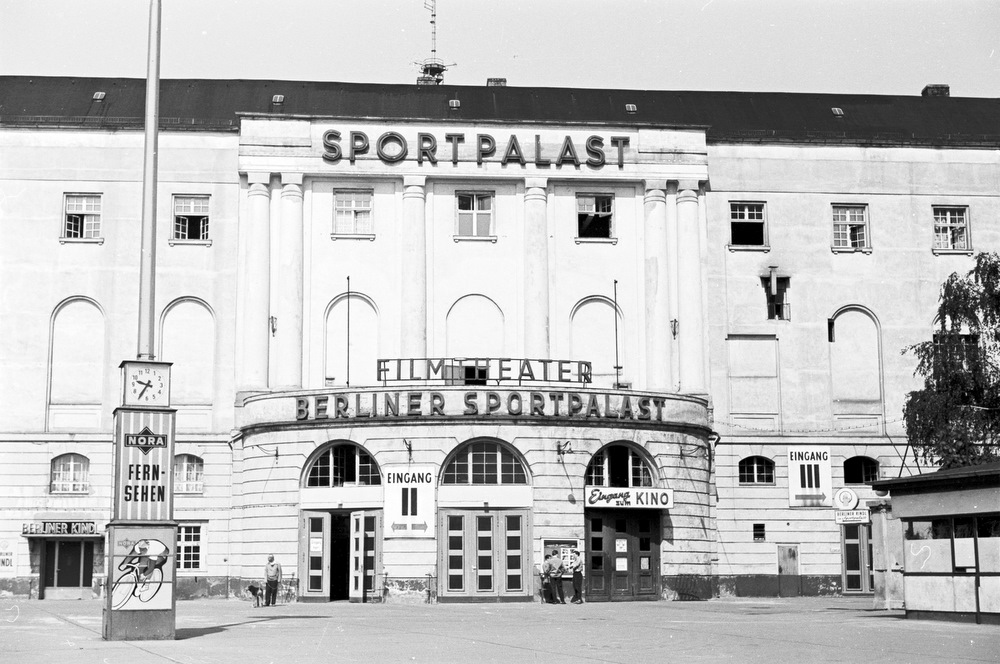
Det återuppbyggda Sportpalast 1955 till vilket sexdagarsloppet återvände.
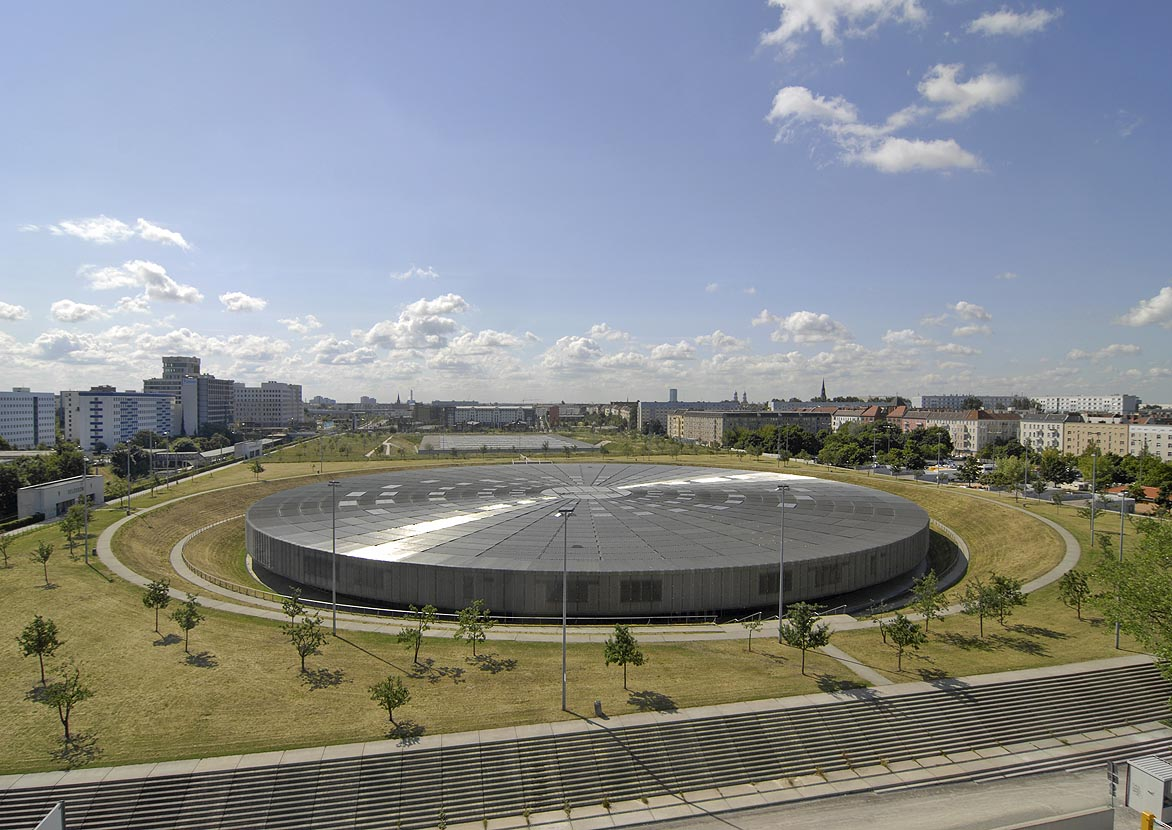
1997 flyttade loppet till Velodrom Berlin.
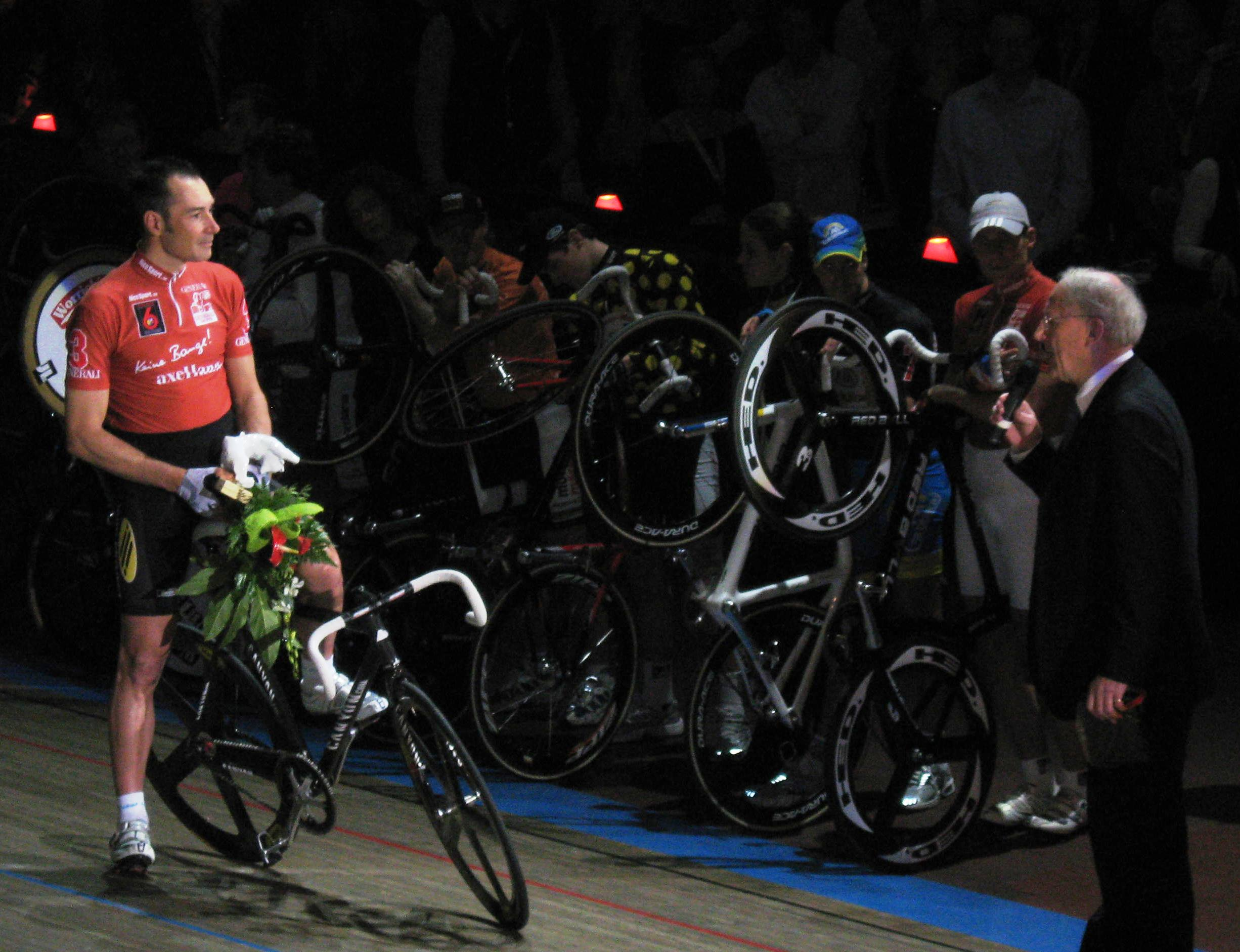
Erik Zabel, som vinnare av en deltävling under dag 5 2009.